# Exocentrus fouqueti
Exocentrus fouqueti är en skalbaggsart som beskrevs av Maurice Pic 1932. Exocentrus fouqueti ingår i släktet Exocentrus och familjen långhorningar. Inga underarter finns listade i Catalogue of Life.